# Allium ericetorum
Allium ericetorum es una especie de planta bulbosa del género Allium, perteneciente a la familia de las amarilidáceas, del orden de las Asparagales. Originaria de Europa desde el norte de Portugal a los Cárpatos.

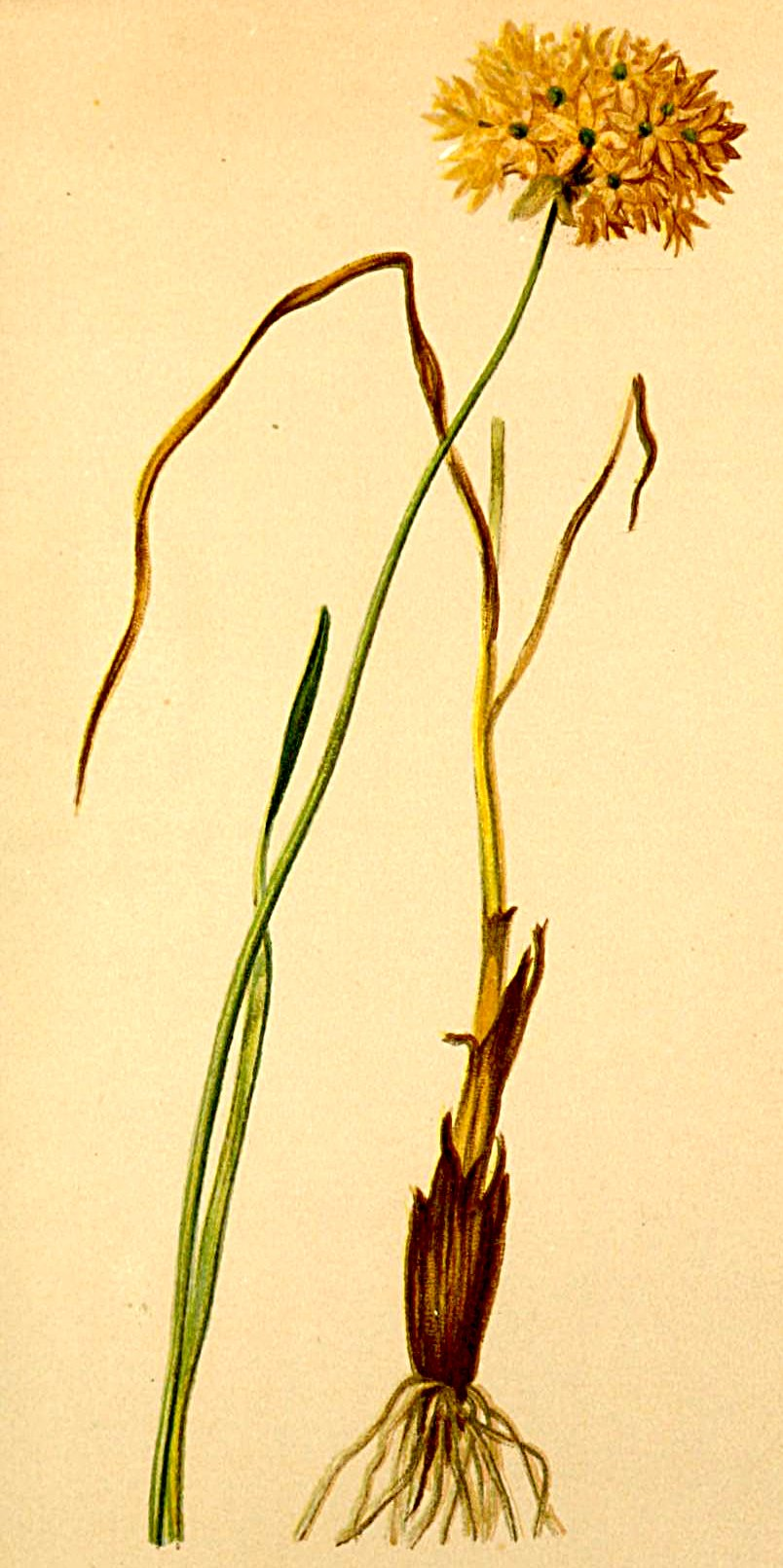
Ilustración

## Descripción
Allium ericetorum es una planta perenne que alcanza un tamaño de 30-60 cm de altura, con bulbo alargado, cilíndrico, y de hoja estrecha, plana y alargada. Espata con flores de color blanco o ligeramente amarillento, en una umbela multiflora.

## Distribución y hábitat
Se encuentra en landas y bosques húmedos en el oeste y el centro de los Pirineos y Europa Central.

## Taxonomía
Allium ericetorum fue descrita por Thore y publicado en Essai d'une Chloris 123, en el año 1803.
Citología
Número de cromosomas de Allium ericetorum (Fam. Liliaceae) y táxones infraespecíficos: 2n=16
Etimología
Allium: nombre genérico muy antiguo. Las plantas de este género eran conocidos tanto por los romanos como por los griegos. Sin embargo, parece que el término tiene un origen celta y significa "quemar", en referencia al fuerte olor acre de la planta. Uno de los primeros en utilizar este nombre para fines botánicos fue el naturalista francés Joseph Pitton de Tournefort (1656-1708).
ericetorum: epíteto latino
Sinonimia
- Allium ambiguum , DC.
- Allium graminifolium , Pers.
- Allium haussmannii , Rouy
- Allium ochroleucum , Waldst. & Kit.
- Allium ochroleucum var. ericetorum , (Thore) Nyman
- Allium odorum , Lapeyr.
- Allium pseudo-ochroleucum , Schur
- Allium suaveolens , Duby
- Allium szurulense , Lerchenf. ex Kanitz
- Allium xanthicum , Griseb. & Schenk[6]